# Tadeusz Koncki

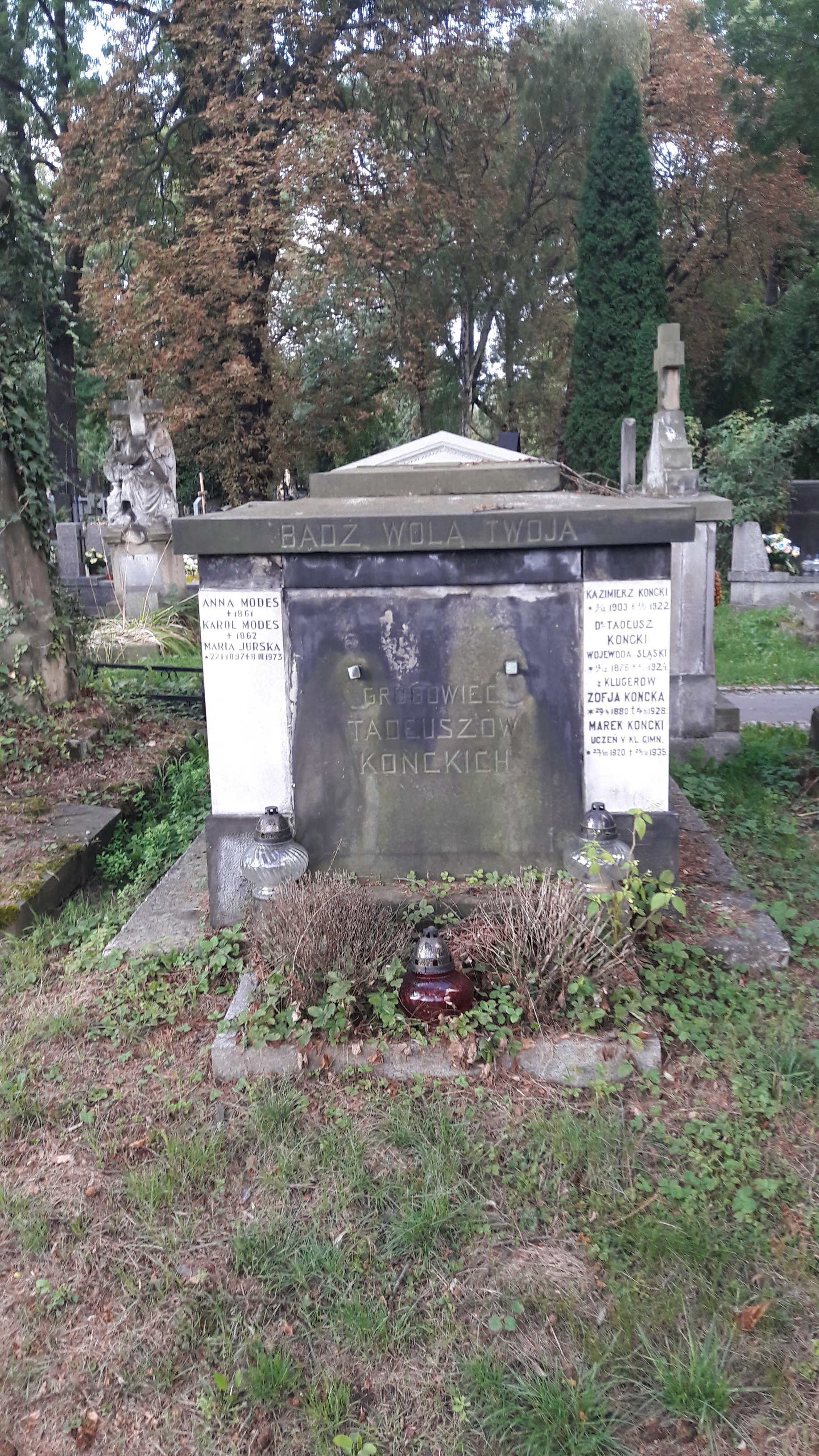
Grób Tadeusza Konckiego na Cmentarzu Rakowickim w Krakowie

Tadeusz Koncki (ur. 13 grudnia 1878 w Łańcucie, zm. 2 maja 1924 w Katowicach),  polski prawnik, doktor praw, urzędnik państwowy Austro-Węgier i II Rzeczypospolitej, wojewoda śląski 1924.

## Życiorys
Syn radcy sądowego. W 1896 ukończył gimnazjum w Tarnowie, następnie studiował na Wydziale Prawa Uniwersytetu Jagiellońskiego, uzyskując w 1903 doktorat. Po zakończeniu studiów pracował w administracji skarbowej, a w latach 1907-1912 w administracji  we Lwowie. Od 1912 do 1918 r. starosta radziechowski.
Po odzyskaniu niepodległości przez Polskę od listopada 1918 do 15 lutego 1919 r. był komisarzem cywilnym powiatu kieleckiego, następnie radcą w MSW. Kierował kolejno wydziałami: samorządu terytorialnego i personalnym MSW. Od 22 sierpnia 1922 p.o. dyrektora Departamentu Administracyjnego MSW, od 31 lipca 1923 dyrektor departamentu. 15 października 1923 wysłany na Śląsk na miejsce urlopowanego wojewody Antoniego Schultisa z zadaniem opanowania fali strajków. 3 marca 1924 r. mianowany wojewodą śląskim. Stanowisko to zajmował do śmierci.
2 maja 1923 r. odznaczono go Krzyżem Oficerskim Orderu Odrodzenia Polski „w uznaniu zasług, położonych dla Rzeczypospolitej Polskiej w dziedzinie działalności państwowej i społecznej”.
Zmarł wskutek zapalenia płuc i nerek. Pochowany został na Cmentarzu Rakowickim w Krakowie (pas 20, rząd płd.).

## Ordery i odznaczenia
- Krzyż Oficerski Orderu Odrodzenia Polski (2 maja 1923)[1]